# Кулівниця волосистоцвіта
Кулівниця волосистоцвіта, кулівниця вузькопелюсткова (Globularia trichosantha) — вид рослин з родини подорожникових (Plantaginaceae), поширений у Болгарії, Криму, Прикавказзі, західній Азії.

## Опис
Багаторічна рослина з повзучими пагонами, 10–30 см заввишки. Стеблові листки численні, дрібні, сидячі, еліптичні або еліптично-лінійні, чергові; прикореневі листки зібрані в розетку, довго-черешкові. Суцвіття — поодинокі кулясті головки, 0.8–1.5 см шириною. Чашечка глибоко 5-роздільна. Віночок блакитний, з довгою трубкою і двогубим відгином, частини верхньої губи волосисті. Плід — однонасінний горішок.
Цвіте в червні, плодоносить у липні — серпні.

## Поширення
Поширений у Болгарії, європейській Туреччині, Криму, Прикавказзі, західній Азії (Вірменія, Грузія, Туреччина, Сирія, Ірак, північно-західний Іран).
В Україні вид зростає на кам'янистих схилах — у горах Криму, рідко.

## Загрози й охорона
Загрозами є вузька еколого-ценотична амплітуда на межі степової рослинності та кам'янистих відслонень, слабка конкурентна здатність, освоєння територій, надмірне випасання в минулому, заліснення схилів.
Занесений до Червоної книги Україні в статусі «Рідкісний». Охороняють у Байдарському заказнику загальнодержавного значення, у пам'ятках природи «Агармиський ліс» та «Ак-Кая».